# 73862 Mochigasechugaku
73862 Mochigasechugaku este un asteroid din centura principală de asteroizi.

## Descriere
73862 Mochigasechugaku este un asteroid din centura principală de asteroizi. A fost descoperit pe 15 decembrie 1996 la Saji de Observatorul din Saji. Asteroidul prezintă o orbită caracterizată de o semiaxă mare de 2,39 ua, o excentricitate de 0,08 și o înclinație de 7,3° în raport cu ecliptica.